# Parathesis tenuis
Parathesis tenuis är en viveväxtart som beskrevs av Paul Carpenter Standley. Parathesis tenuis ingår i släktet Parathesis och familjen viveväxter. Inga underarter finns listade i Catalogue of Life.